# Jean-François Séguier
Jean-François Séguier, francoski astronom in botanik, * 25. november 1703, Nîmes, Francija, † 1. september 1784, Nîmes.
1. 1 2  SNAC — 2010.
2. ↑  data.bnf.fr: platforma za odprte podatke — 2011.